# Robert Lansing
Robert Lansing (Watertown, 17 ottobre 1864 – New York, 30 ottobre 1928) è stato un politico e avvocato statunitense.

## Biografia
Fu il quarantaduesimo segretario di Stato degli Stati Uniti sotto il presidente degli Stati Uniti d'America Woodrow Wilson (28º presidente). Dopo aver terminato gli studi nel 1886 all'Amherst College, diventando poi avvocato e quindi membro dello studio legale di Lansing & Lansing a Watertown. Divenne poi editore associato della American Journal of International Law e scrittore (scrisse anche con Gary M. Jones).
Partecipò alla Conferenza di pace di Parigi del 1919.
Dal maggio 1918 aiutò T. G. Masaryk sull'autonomia dello stato cecoslovacco e di altri paesi dell'Europa centrale.
Fra i suoi nipoti:
- John Foster Dulles, altro segretario di Stato degli Stati Uniti
- Allen Welsh Dulles, direttore della CIA.